# 시드니 크리켓 그라운드

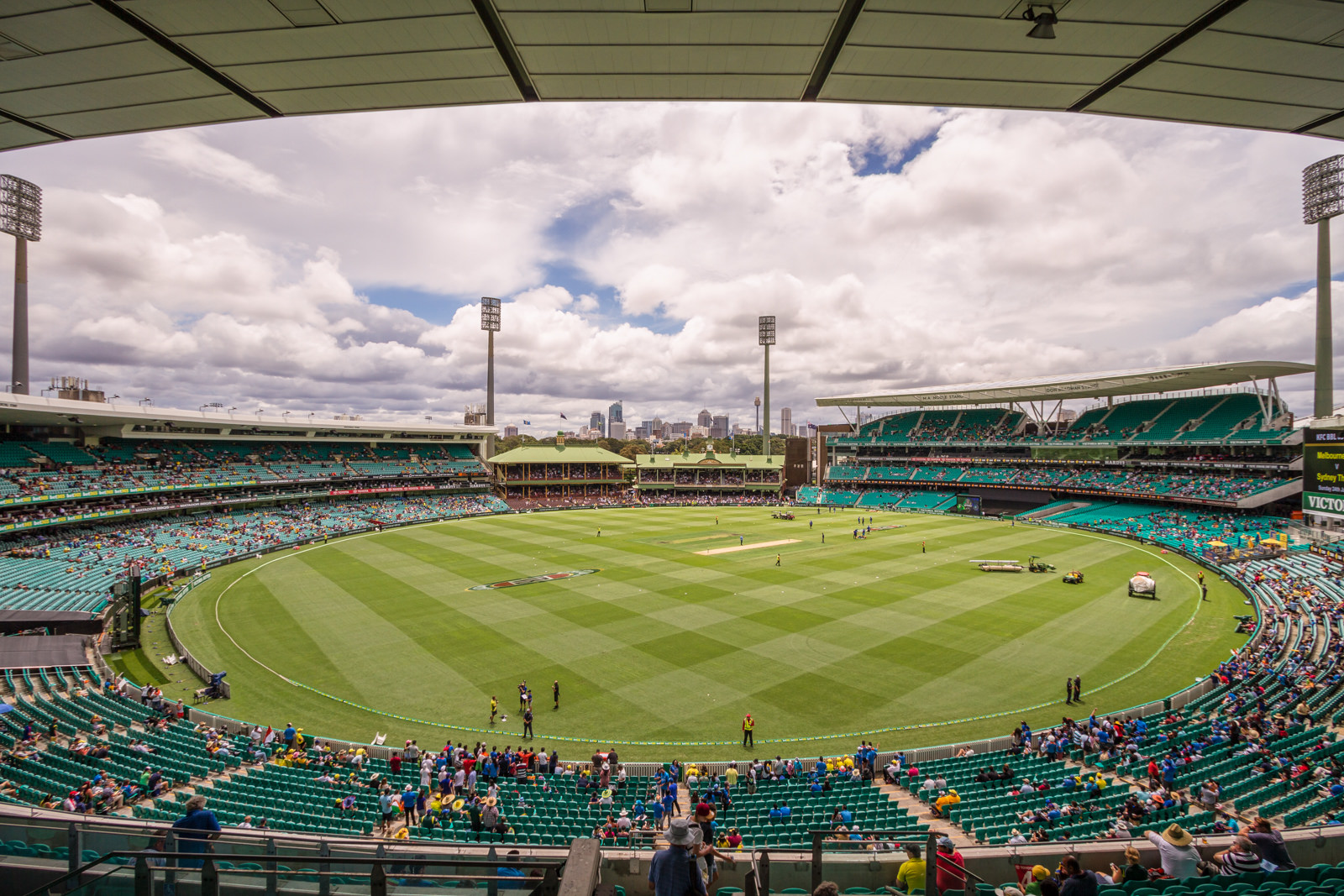
시드니 크리켓 그라운드

시드니 크리켓 그라운드(Sydney Cricket Ground, SCG)는 오스트레일리아 시드니에 위치한 경기장이다.

## 역사
19세기 초부터 크리켓, 테니스, 자전거 등 다양한 스포츠 경기 시설로 이루어진 무어파크의 일각으로 지어져 1894년에 명명되었다.
1982년부터 오스트레일리안 풋볼 팀인 시드니 스완스의 본거지로 이요되고 있다.
2014년 3월 22일과 23일에 오스트레일리아에서 최초로 개최되는 메이저 리그 야구 2014년 시즌 개막전인 로스앤젤레스 다저스와 애리조나 다이아몬드백스의 공식전 2연전이 개최되었다.

## 같이 보기
- 멜버른 크리켓 그라운드